# Auditorium de Tenerife
L'auditorium de Tenerife « Adán Martín » (appelé auditorium de Tenerife jusqu'en janvier 2011),,, en espagnol Auditorio de Tenerife, est un auditorium conçu par l'architecte espagnol Santiago Calatrava Valls. Inauguré en 2003, il se situe à Santa Cruz de Tenerife, en bordure de l'océan Atlantique.
L'auditorium est devenu l'un des symboles de la ville de Santa Cruz de Tenerife et des îles Canaries. Il est également considéré comme l'édifice le plus moderne dans l'archipel et l'un des bâtiments les plus emblématiques de l'architecture contemporaine espagnole. En mars 2008, le bâtiment a été mis à l'honneur par la poste espagnole qui a émis six timbres avec les œuvres les plus emblématiques de l'architecture espagnole, dont un consacré à l'auditorium. Elle est l'une des attractions majeures de Tenerife.

## Emplacement
L'auditorium est situé dans le quartier de Cabo Llanos dans le centre de la ville de Santa Cruz de Tenerife, dans la partie sud du port de la ville, entre l'avenue de la Constitution, le parc maritime César Manrique et le port de Santa Cruz de Tenerife. La salle est desservie par la ligne 1 du tramway de Tenerife.
À côté de l'auditorium se trouvent les Torres de Santa Cruz, qui sont les plus hauts gratte-ciel des îles Canaries, les plus hautes tours jumelles en Espagne et, jusqu'en 2010, les plus hautes tours résidentielles du pays.

## Histoire
En 1970 est envisagée la création d'un auditorium pour les Canaries. En 1977 est approuvé l'emplacement de l'immeuble dans le El Ramonal. En 1978, les premiers appels à projet sont lancés. Initialement, il est prévu de nommer l'architecte Antonio Fernández Alba. Plus tard, en 1985, est approuvé un nouvel emplacement pour l'auditorium : El Chapatal.
En 1987 sont présentés les plans des architectes Antonio Fernández Alba, Vicente Saavedra et Javier Díaz Llanos. En 1989 commencent les contacts avec l'architecte Santiago Calatrava Valls.
En 1991, Santiago Calatrava présente publiquement son projet d'auditorium, situé à l'extrémité de l'avenue Tres de Mayo dans la capitale. En 1996 est approuvé le changement de lieu: le Château de San Juan Bautista, situé en bord de mer. Sa construction débute en 1997 et se termine en 2003. L'inauguration a lieu le 26 septembre de la même année en présence de Felipe de Borbón, prince des Asturies. Certains des journaux les plus prestigieux du monde assistent à l'inauguration, y compris The New York Times, le Financial Times, The Independent, Le Monde, et le Corriere della Sera.
Le bâtiment a aussi été visité par l'ancien président américain Bill Clinton en 2005.

## Description

### Bâtiment

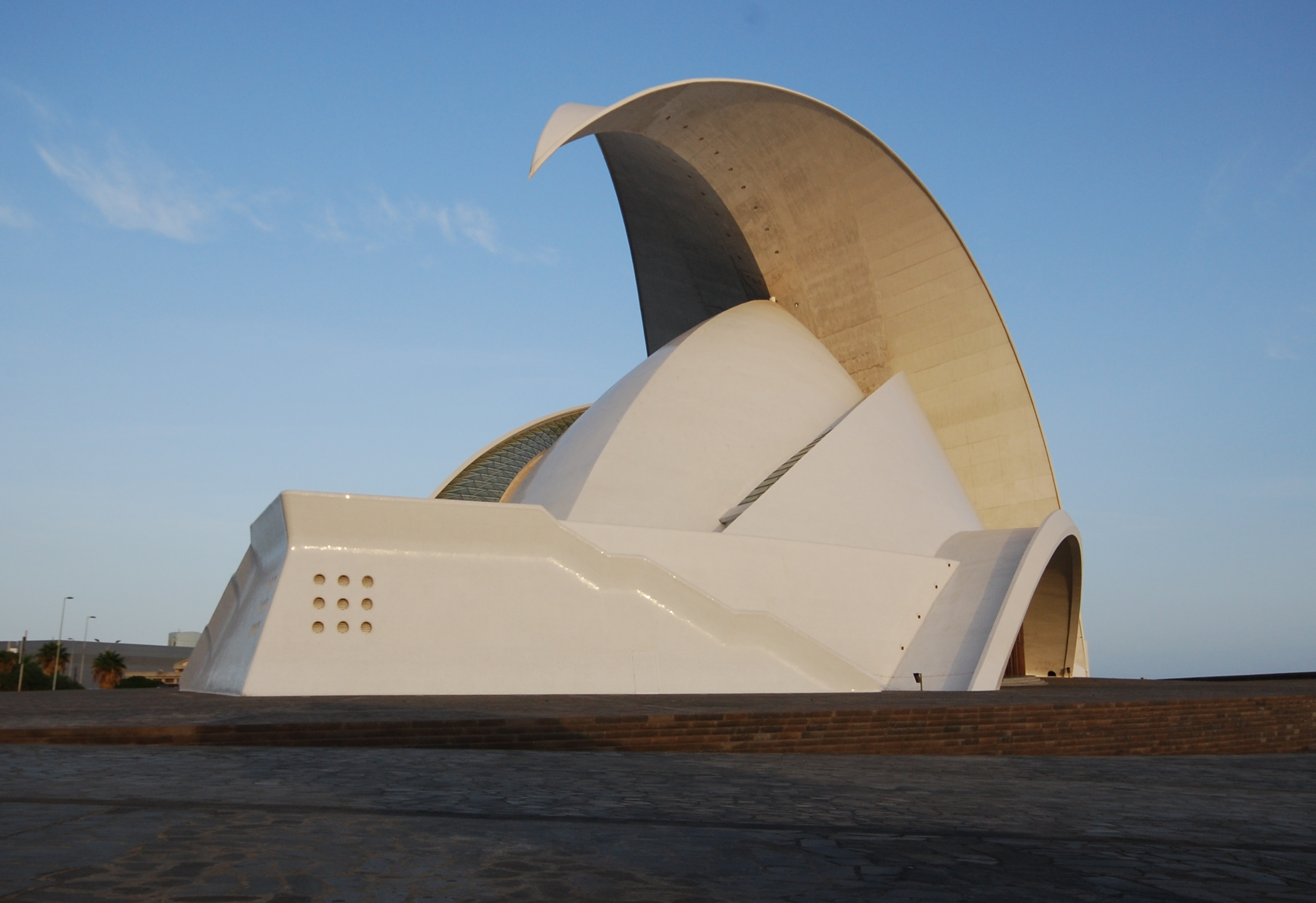
Vue d'ensemble du bâtiment.

Le bâtiment se trouve sur un terrain de 23 000 m2 dont l'auditorium occupe 6 471 m2, divisé en deux salles. La salle principale, ou symphonique, couronnée par un dôme, dispose de 1 616 sièges dans l'amphithéâtre avec une ouverture de scène de 16,5 mètres et une profondeur de 14 mètres.
L'orgue, d'une conception originale car se situant de part et d'autre de la scène, est conçu par Albert Blancafort, également à l'origine de la construction d'autres orgues tels que celui de la cathédrale d'Alcalá de Henares et de celui de l'Auditorio Alfredo Kraus de Grande Canarie.
Pour sa part, la salle de musique de chambre dispose de 422 sièges. On trouve aussi dans le bâtiment une salle de presse, une boutique et une cafétéria. Il y a également une douzaine de salles individuelles, des locaux pour la coiffure, le maquillage, les costumes, etc. À l'extérieur se trouvent deux terrasses munies de sièges orientés vers la mer.
Le bâtiment est célèbre pour son grand arc, considéré comme un fleuron de l'architecture espagnole contemporaine : c'est en effet le seul grand arc soutenu par seulement deux points d'appui, tandis que la pointe est suspendue, semblant défier la gravité. Les dimensions approximatives de l'élément sont de 60 mètres de large, 100 mètres de long en projection horizontale, et 40 mètres de haut.
Le bâtiment évoquant l'opéra de Sydney depuis le bord de mer, l'auditorium de Tenerife a ainsi popularisé le terme de « Sydney de l'Atlantique » pour désigner la ville de Santa Cruz de Tenerife.

### Éclairage
La nuit, le bâtiment est généralement illuminé par un éclairage traditionnel blanc. Mais certains jours, un éclairage plus coloré est utilisé lors d'occasions spéciales, comme le réveillon de la Saint-Sylvestre de 2007-2008, où la salle fut éclairée en blanc et jaune (une horloge étant projetée sur une aile du bâtiment pour marquer le décompte des heures).
Le 23 septembre 2008, le bâtiment a été illuminé en vert pour célébrer les 30 ans du Transport interurbain de Tenerife (TITSA).
Pour commémorer la Journée Mondiale du Diabète, l'auditoire est illuminé en bleu. De plus, l'auditorium se joint à l'initiative Earth Hour, une campagne de sensibilisation dans laquelle les grands bâtiments « s'éteignent » pendant une heure pour sensibiliser les gens au sujet des changements climatiques.
Un éclairage spécial est également utilisé pendant la session annuelle de la station de radio Cadena Dial.
En plus de ces effets de lumière, quand a lieu dans l'auditorium une convention nationale ou internationale, les mâts situés à côté du bâtiment se parent des drapeaux des pays participants, ou des bannières des différentes entreprises qui parrainent l'événement.

## Dans la culture populaire
- Dans le film Rambo: Last Blood de 2019, tourné en partie à Santa Cruz de Tenerife, il y a plusieurs séquences panoramiques de la ville où se distinguent les Torres de Santa Cruz et l'Auditorium de Tenerife[11].
- L'Auditorium est utilisé comme décor pour la série télévisée britannique Doctor Who, dans l'épisode 3 de la saison 12 Orphan 55 (2020), en tant que spa de tranquillité[12].
- Une partie du clip vidéo de la chanson Universo avec laquelle le chanteur Blas Cantó a représenté l'Espagne au Concours Eurovision de la chanson 2020 a été tournée dans l'Auditorium[13].
- Le bâtiment est apparu dans How Did They Build That? (Comment ont-ils construit cela?) de la Smithsonian Channel, épisodes Opera Houses en 2021.
- Dans la série The One de 2021, ils ont tourné diverses scènes dans l'Auditorium, et ils ont également enregistré dans l'un des laboratoires de l'Université de La Laguna (ULL)[14].
- Dans la série Fondation de 2021, ils ont tourné diverses scènes autour de l'Auditorium[15].
- Dans la série espagnole Una vida menos en Canarias de 2024, apparaissent l'Auditorium de Tenerife et plusieurs autres lieux emblématiques de Santa Cruz de Tenerife et de l'île.

## Galerie

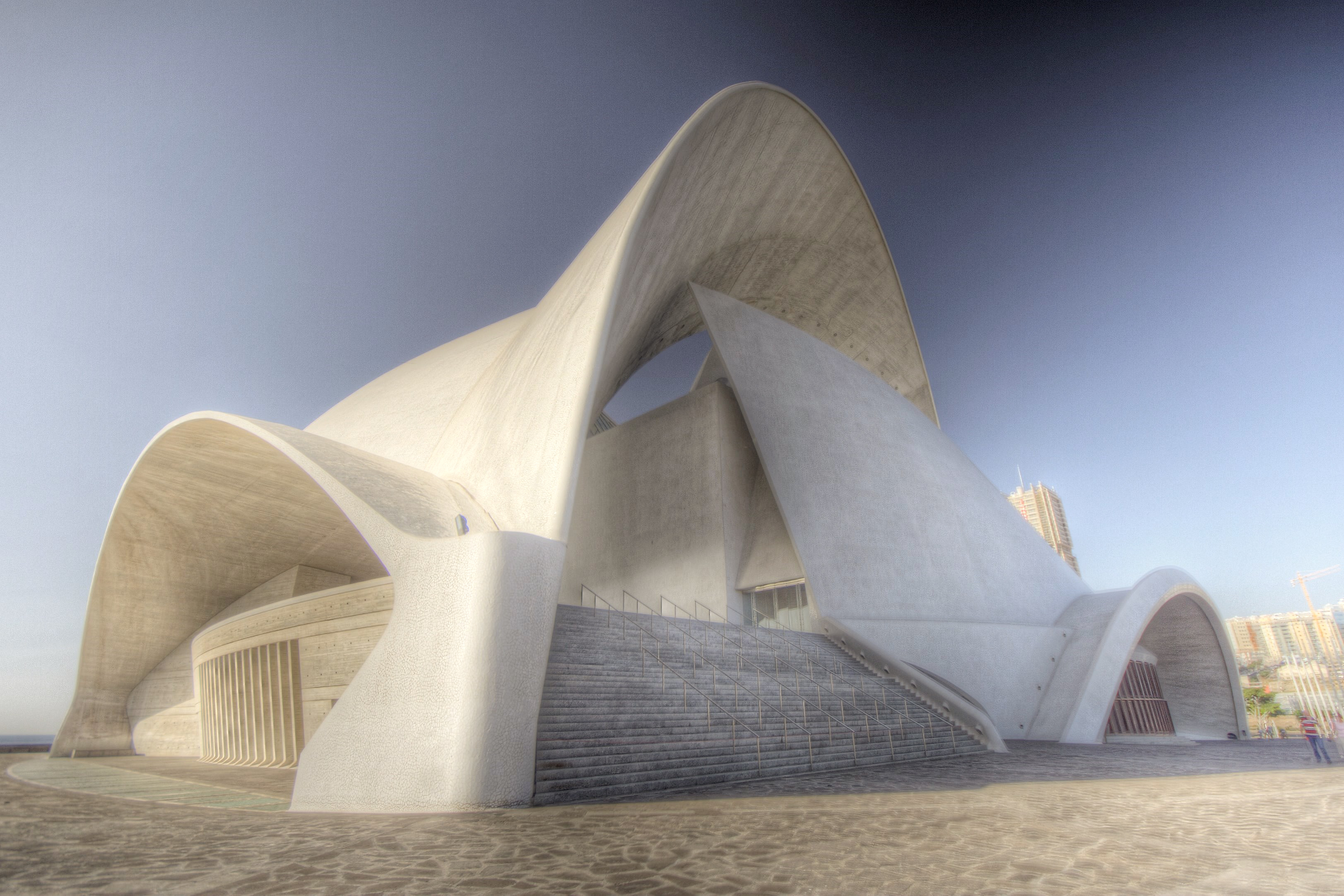
Auditorium de Tenerife, vu de l'arrière.
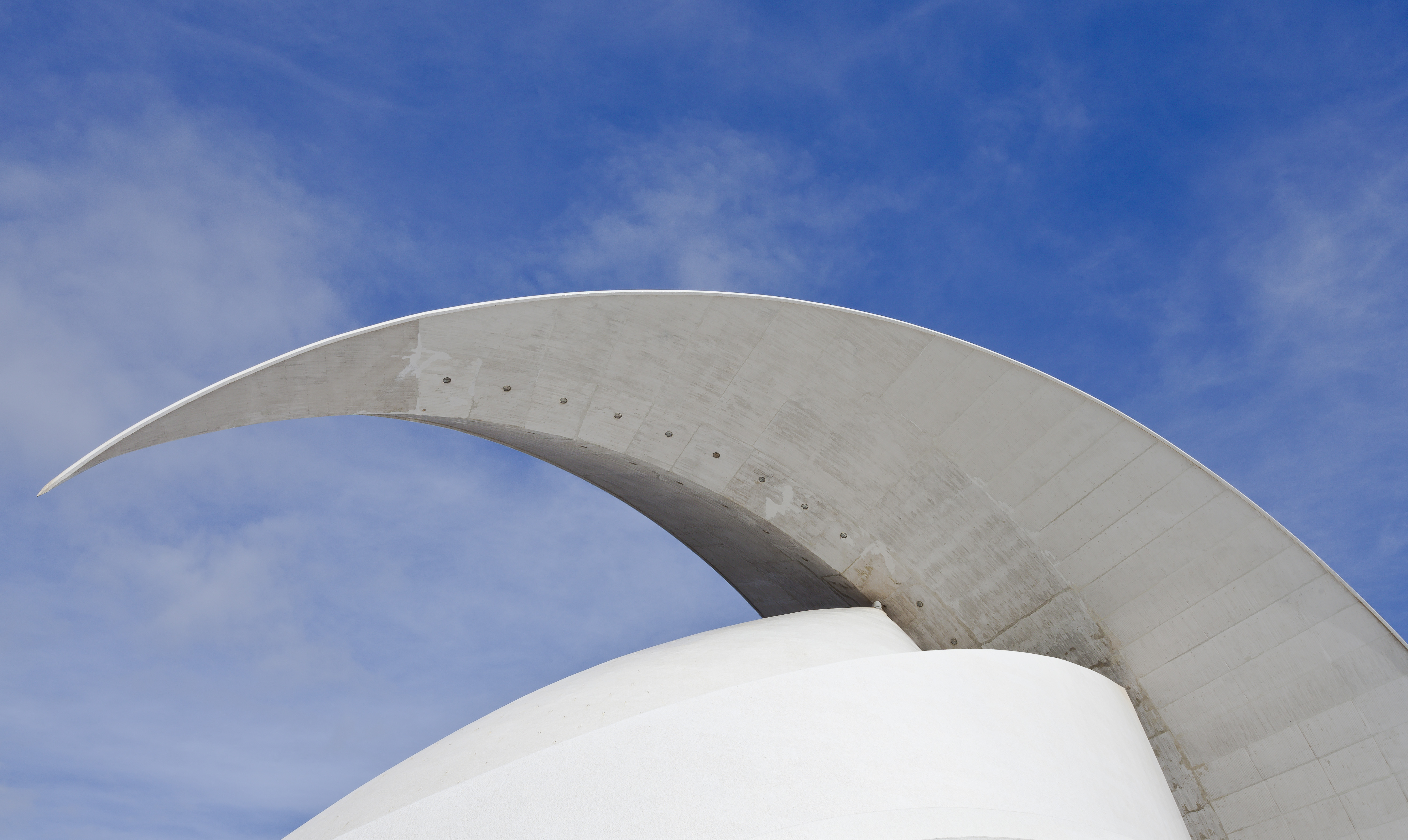
Auditorium, arc.
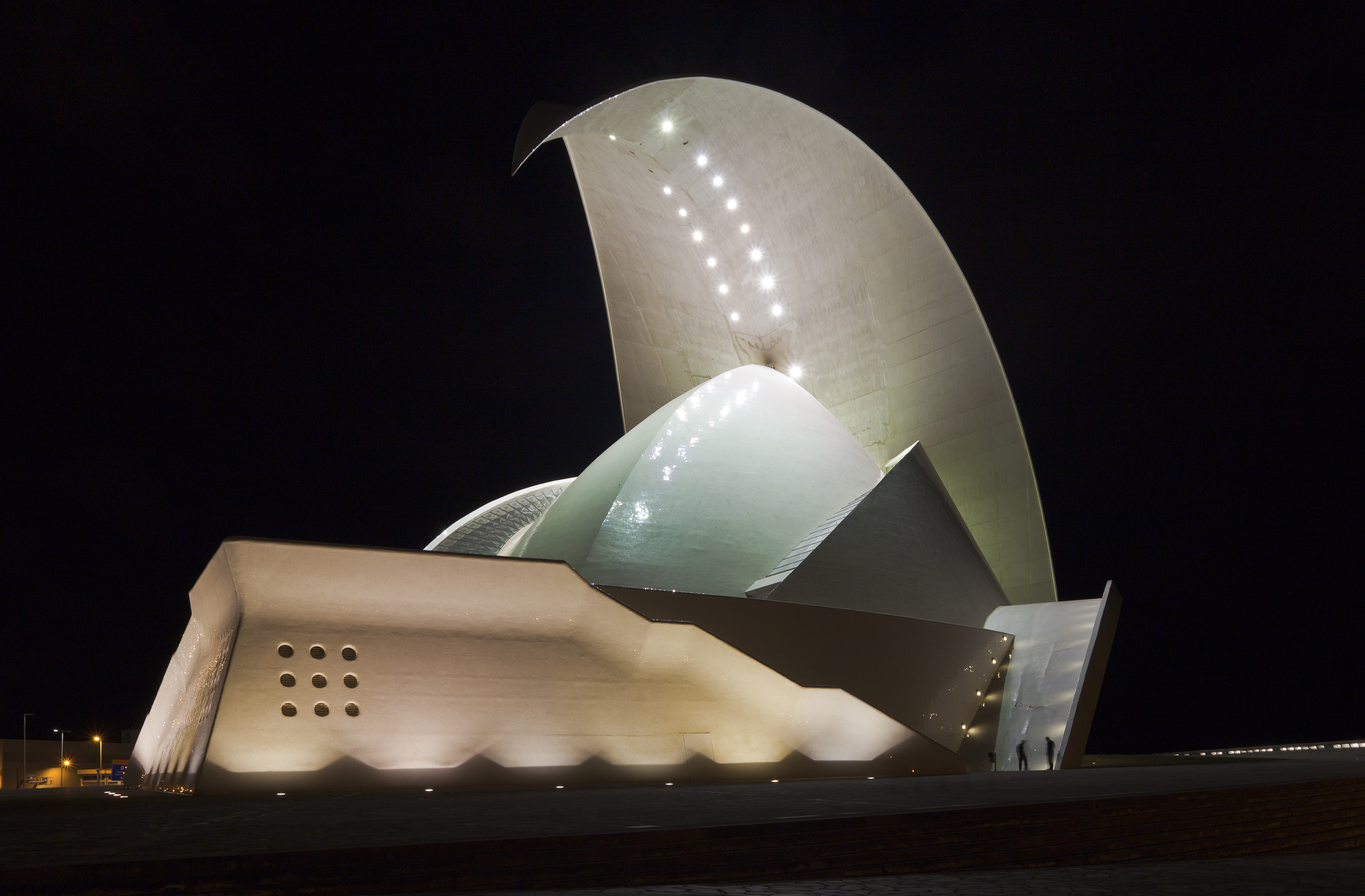
Nuit d'audit.
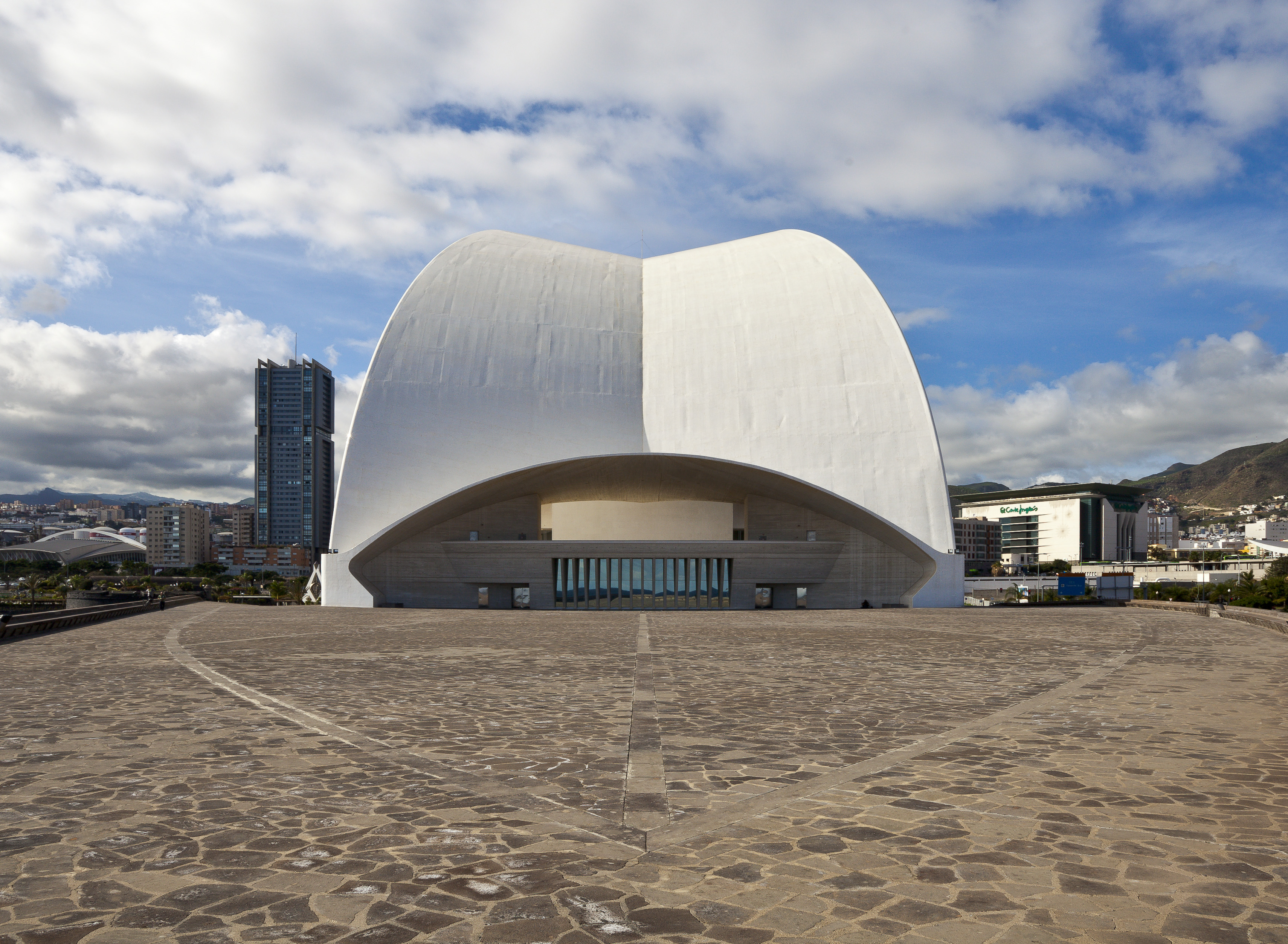
Vu de l'arrière
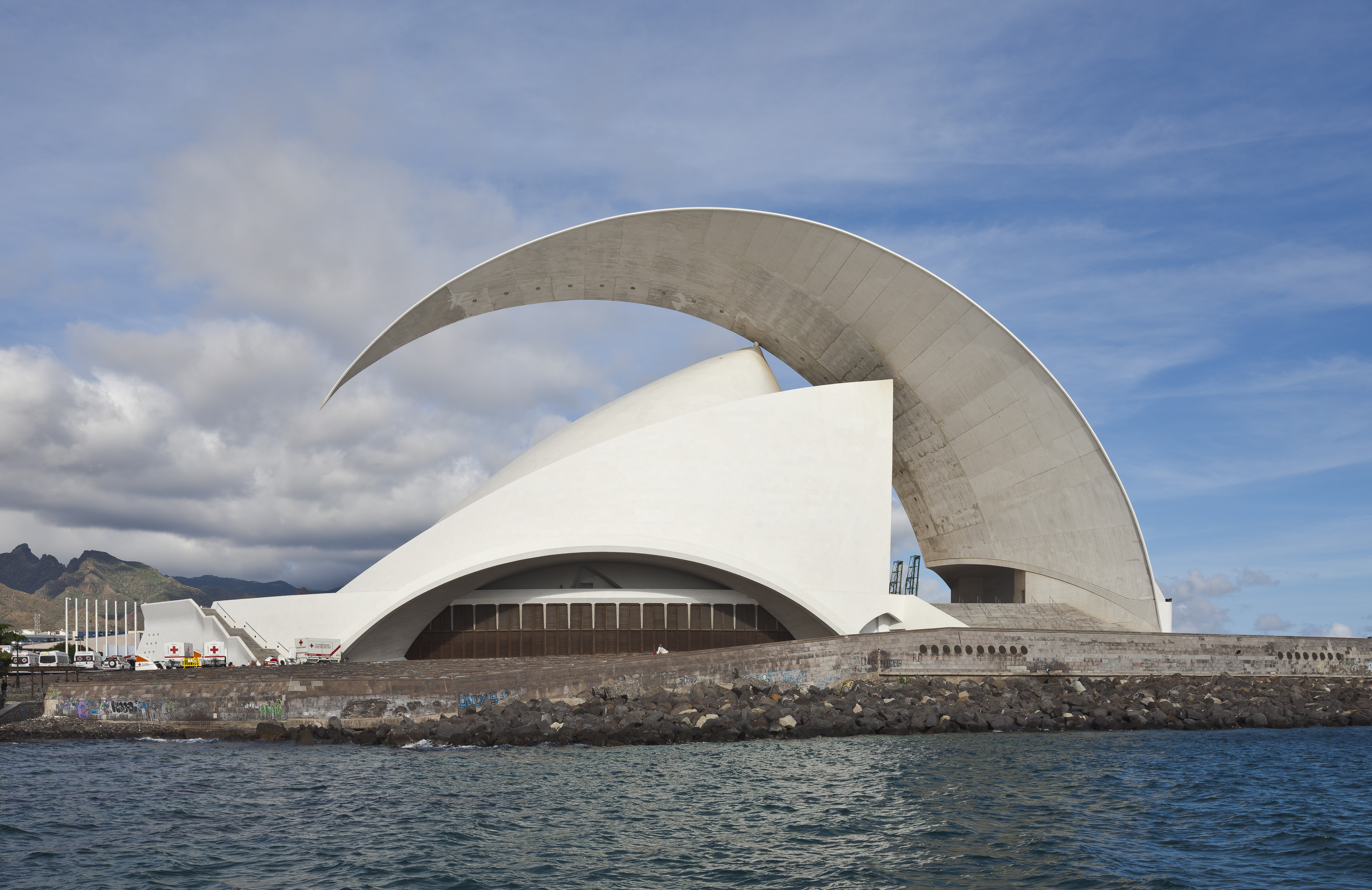
Vu globale
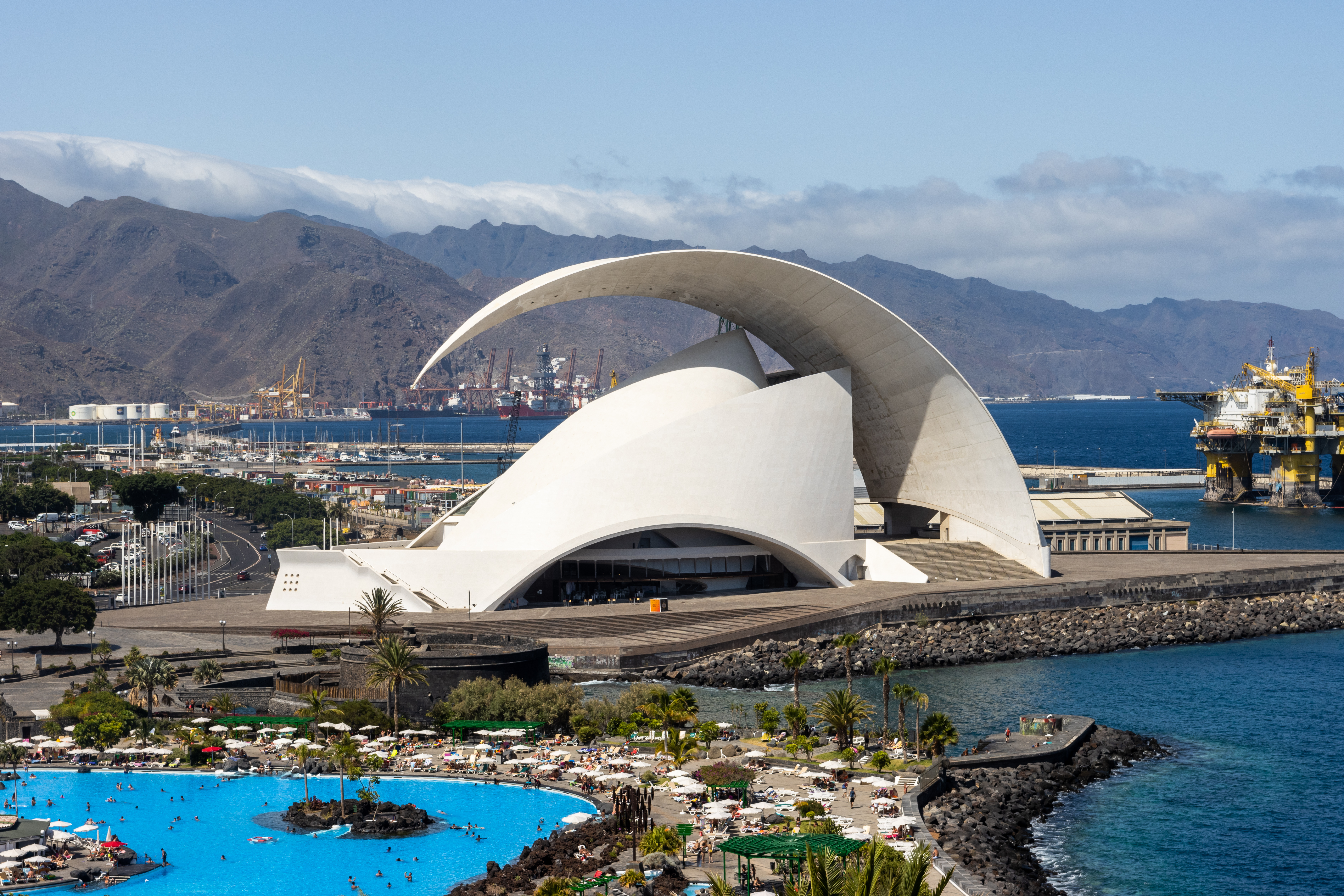
Auditorium de Tenerife et Torres de Santa Cruz vu de la mer